# Манкевич, Анатолий Иосифович
Анато́лий Ио́сифович Манке́вич (15 марта 1928, Милоград, Гомельский округ — 26 июня 1987, Москва) — советский футболист, нападающий.
Воспитанник юношеской команды московского «Спартака». В 1948 году — в составе «Спартака» Воронеж. Играл за команду города Калинина / МВО Москва (1951—1953). В 1952 году в чемпионате СССР сыграл шесть матчей, забил один гол. В 1954 году играл за «Зенит» Калининград МО. Участник переигровки финала Кубка СССР 1951 года.